# Léua
Léua ist eine Kleinstadt und ein Landkreis im Osten Angolas.

## Verwaltung
Léua ist Sitz eines gleichnamigen Kreises (Município) der Provinz Moxico. Im Kreis Léua leben etwa 50.000 Menschen (Schätzung 2013). Die Volkszählung 2014 soll fortan für gesicherte Bevölkerungszahlen sorgen.
Der Kreis Léua setzt sich aus zwei Gemeinden (Comunas) zusammen:
- Liangongo (auch Sandando)
- Léua

## Verkehr
Léua hat einen Bahnhof an der Benguelabahn.